# Relations entre le Brésil et le Paraguay
Les relations entre le Brésil et le Paraguay sont les relations diplomatiques entre la république fédérative du Brésil et la république du Paraguay. Les deux pays partagent une frontière commune longue de 1 290 kilomètres.
Le Brésil a une ambassade à Asuncion et le Paraguay a une ambassade à Brasilia.